# Xe bồn

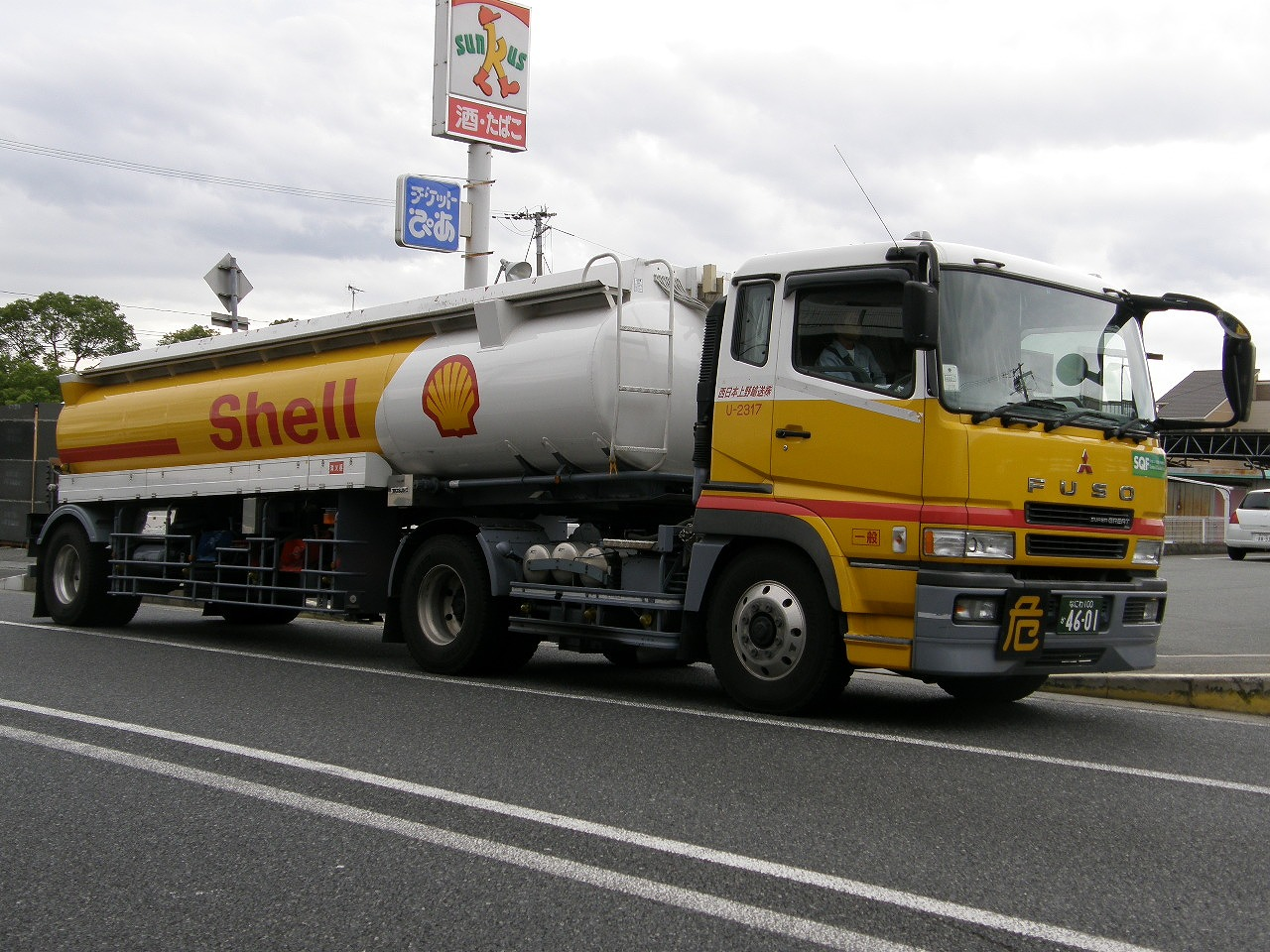
Xe bồn Shell ở Nhật Bản

Xe bồn, xe xitec đối với xe chuyên chở nhiên liệu là xe chở xăng dầu) là một loại xe có động cơ, kích thước lớn, được thiết kế đặc biệt để mang các loại chất lỏng, khí hoá lỏng. Bể xe lớn, có thể được cách nhiệt hoặc cách điện; áp lực hay không áp lực; và được thiết kế cho các xe tải phân thành nhiều bể chứa trong một dung tích bồn chứa. Loại xe này rất khó lái do trung tâm lực hấp dẫn cao.

## Kích thước và khối lượng

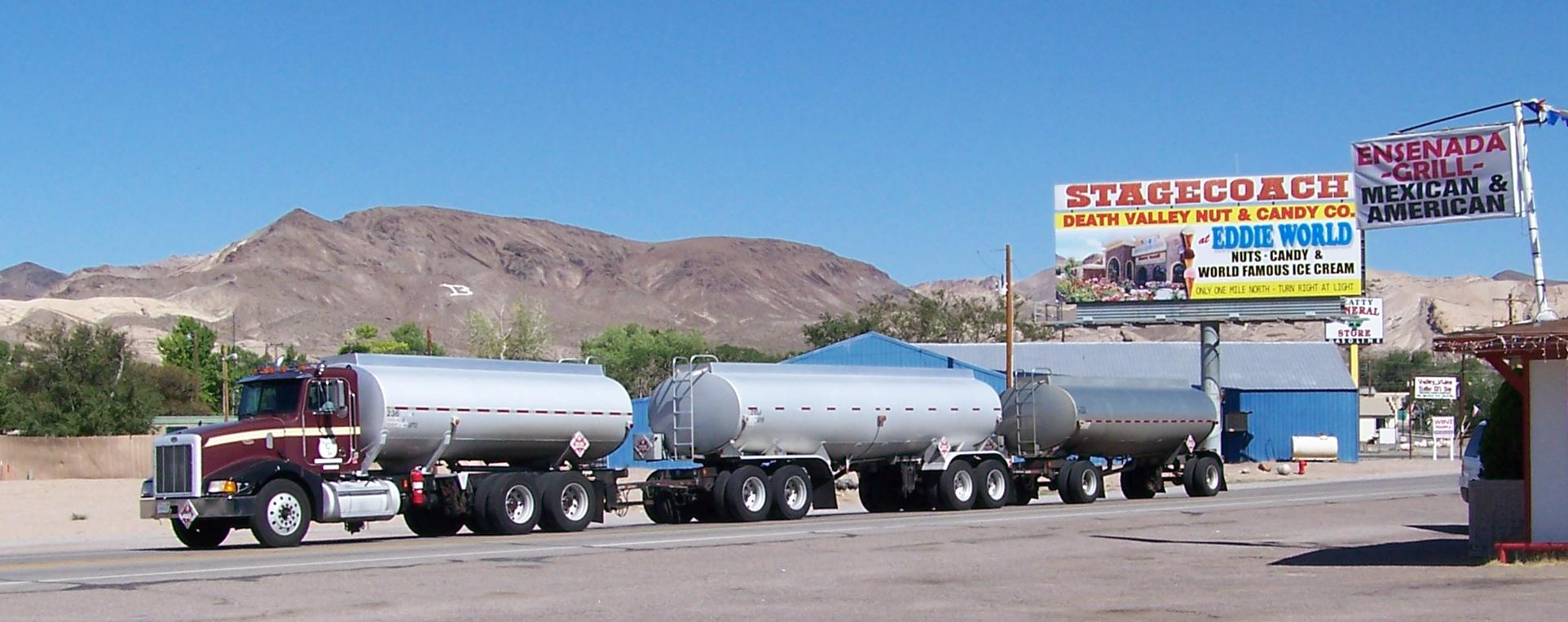
Một chiếc xe bồn dài với 3 bồn chứa

Xe bồn được mô tả bởi kích thước của chúng hoặc khối lượng, công suất. Xe tải lớn thường có dung tích từ 20.800 đến 43.900 lít. Tại Úc, xe tải tàu hỏa có đến ba chiếc thùng dài, mang trọng tải vượt quá 100.000 lít. Tàu đường dài vận chuyển chất lỏng cũng được sử dụng.
Một chiếc xe tải thùng được phân biệt bởi hình dạng của nó, thường là một thùng hình trụ trên chiếc xe nằm ngang. Một số ít nhìn thấy giữa xe bồn làm với mục đích sử dụng: phù hợp với quy định của thực phẩm con người, khả năng làm lạnh, kháng axit, khả năng tạo áp lực, và nhiều hơn nữa. Các xe bồn sẽ hầu như luôn luôn có nhiều ngăn hoặc vách ngăn để ngăn chặn trào tải gây mất ổn định xe.

## Phân loại

### Theo công năng
- Xe bồn chở nước
- Xe bồn chở xăng dầu
- Xe bồn chở hóa chất
- Xe bồn chở nhựa đường
- Xe bồn chở gas
- Xe bồn chở cám/thức ăn gia súc
- Xe bồn chở LPG

### Theo vật liệu
- Xe bồn nhôm
- Xe bồn thép
- Xe bồn inox